# رتزاگو
رتزاگو (به ایتالیایی: Rezzago) یک کومونه در ایتالیا است که در استان کومو واقع شده‌است.

## خصوصیات
رتزاگو ۳٫۸ کیلومترمربع مساحت و ۳۱۷ نفر جمعیت دارد و ۶۷۴ متر بالاتر از سطح دریا واقع شده‌است.